# Despertar (álbum)
Despertar es el segundo álbum de estudio de la banda de rock chilena Congelador, lanzado en 1999 bajo su propio sello independiente Quemasucabeza.

## Lista de canciones
Todas las canciones escritas y compuestas por Congelador. 
| Despertar |                         |          |  |
| N.º       | Título                  | Duración |  |
| 1.        | «Untitled»              | 0:36     |  |
| 2.        | «Caminar»               | 5:06     |  |
| 3.        | «Luminoso»              | 2:46     |  |
| 4.        | «Despertar»             | 5:35     |  |
| 5.        | «Jamás»                 | 3:00     |  |
| 6.        | «Dentro del sol»        | 2:01     |  |
| 7.        | «Profanidad y religión» | 5:33     |  |
| 8.        | «En mí»                 | 3:08     |  |
| 9.        | «Je ne sais pas»        | 2:35     |  |
| 10.       | «Reanimación»           | 4:35     |  |
| 11.       | «Mar muerto»            | 9:40     |  |
| 12.       | «Optimismo»             | 4:26     |  |
| 49:01     |                         |          |  |

## Créditos
Intérpretes
- Walter Roblero: bajo, voz de apoyo
- Jorge Santis: batería, voz de apoyo, sintetizador
- Rodrigo Santis: voz, guitarra, teclados
- Marcelo Peña: teclados en tema 10

Otros
- Congelador: producción, mezclas, grabación, diseño artístico
- Cristián Labarca Bravo: diseño artístico
- Cristián Reyes: diseño artístico
- Roberto Marti: grabación, masterización
- Ariel Díaz: asistente de grabación